# 2 Hands
"2 Hands" é uma canção da cantora canadense Tate McRae, lançada em 14 de novembro de 2024, pela RCA Records como o segundo single de seu terceiro álbum de estúdio So Close to What (2025). McRae coescreveu a canção com Amy Allen e seus produtores Ryan Tedder e Peter Rycroft. "2 Hands" é uma música de electropop e R&B, acompanhada por graves fortes e sintetizadores, com letras que descrevem McRae desejando atenção física de seu amante.

## Antecedentes e composição
Em 12 de setembro de 2024, McRae lançou o lead single "It's OK I'm OK"; a música foi um sucesso comercial no mundo. Após o sucesso do single, ela anunciou o sucessor "2 Hands", com data de lançamento para 14 de novembro de 2024. Musicalmente, "2 Hands" é uma canção electropop e R&B com batidas do Oriente Médio e um sutil acompanhamento de sintetizador. Em um comunicado à imprensa, McRae declarou:
| “ | '2 hands' mostra um lado meu diferente do que as pessoas estão acostumadas. A música captura o sentimento de se apaixonar e como às vezes estar perto de alguém é tudo o que você realmente precisa. Uma conexão genuína vai além da necessidade de garantias constantes ou coisas sofisticadas; o que importa é simplesmente estar junto. | ” |
|   | — McRae, RCA. |   |

## Recepção

### Crítica profissional
Brittany Spanos, da Rolling Stone, descreveu "2 Hands" como uma "canção de amor electropop", enquanto Aaron Williams, da Uproxx, citou-a como uma "canção vigorosa" que mantém a vibração do primeiro single "It's OK I'm OK".

### Comercial
Comercialmente, "2 Hands" estreou na oitava posição na parada de singles do Reino Unido, na décima quarta posição na Austrália, na quadragésima primeira posição na Billboard Hot 100 dos EUA e na 22ª posição na Hot 100 do Canadá.

## Vídeo musical
O vídeo com temática de automobilismo dirigido por Bradley e Pablo foca em McRae, que vai ao posto de gasolina para pegar uma nova caixa de leite depois de ficar sem. Seus dançarinos de apoio são vistos usando balaclavas, cada um vestindo um traje de corrida preto e laranja. Eles também estão usando os mesmos trajes de corrida na capa do single, junto com McRae. O vídeo mostra Mcrae também vestindo um traje de corrida preto e laranja, enquanto dirige até o posto de gasolina. Várias legendas atrevidas, juntamente com temas sexuais, são vistas ao longo do vídeo, que termina com McRae fazendo a coreografia de Sean Bankhead com os dançarinos enquanto eles dançam sedutoramente em seus trajes de corrida no posto de gasolina.

## Faixas e formatos
- Download digital / streaming[9]

1. "2 Hands" — 3:01

- Pacote de streaming[10]

1. "2 Hands" — 3:01
2. "It's OK I'm OK" — 2:36

- 2 Hands — Don Diablo remix[11]

1. "2 Hands" (Don Diablo remix) — 3:08

## Créditos
Todo o processo de elaboração de "2 Hands" atribui os seguintes créditos:
Produção
- Tate McRae — vocais, composição, letras
- Ryan Tedder — composição, letras, produção, programação, produtor executivo
- Peter Rycroft — composição, letras, produção, programação
- Amy Allen — composição, letras
- Rich Rich — engenharia
- Bryce Bordone — assistência de engenharia
- Dave Kutch — engenheiro de masterização
- Serban Ghenea — engenheiro de mixagem
- Chloe Weise Donovan — diretora de A&R
- Jaryn Valdry — diretora de A&R

## Desempenho nas tabelas musicais
| País — Tabela musical (2024—25)       | Melhor posição |
| ------------------------------------- | -------------- |
| Austrália (ARIA)                      | 14             |
| Canadá (Canadian Hot 100)             | 22             |
| Eslováquia (IFPI Slovenská Republika) | 51             |
| Estados Unidos (Billboard Hot 100)    | 41             |
| Estónia (TopHit)                      | 21             |
| Global 200 (Billboard)                | 32             |
| Grécia (IFPI)                         | 81             |
| Irlanda (IRMA)                        | 6              |
| Lituânia (TopHit)                     | 9              |
| Noruega (VG-lista)                    | 21             |
| Nova Zelândia (RMNZ)                  | 16             |
| Países Baixos (Dutch Top 40)          | 40             |
| Países Baixos (MegaCharts)            | 49             |
| Reino Unido (Singles)                 | 8              |
| Singapura (RIAS)                      | 23             |
| Suécia (Sverigetopplistan)            | 54             |
| Suíça (Schweizer Hitparade)           | 41             |

| País — Tabela musical (2024) | Melhor posição |
| ---------------------------- | -------------- |
| Estónia (TopHit)             | 22             |
| Lituânia (TopHit)            | 38             |